# Arkhan Kaka
Arkhan Kaka (Provincia de Java Oriental, Indonesia, 2 de septiembre de 2007) es un futbolista indonesio que juega de delantero en el Persis Solo de la Liga 1 de Indonesia.

## Trayectoria
Se incorporó al Persis Solo de la el 1 de febrero de 2022. Antes de unirse a Persis Solo, comenzó su carrera futbolística en SSB Tunas Muda Blitar. Después, tuvo tiempo de reforzar al Bhayangkara FC en la Elite Pro Academy Sub-16 2022. Se convirtió en uno de los máximos goleadores del club.
Debutó con el primer equipo el 4 de abril de 2023 tras sustituir a Irfan Bachdim en el minuto 70, en la derrota por 3-1 contra el Persib Bandung en el estadio Pakansari. Con sólo 15 años, se convirtió en el jugador más joven de la historia de la liga indonesia desde 1994 hasta 2023.
En el Mundial Sub-17 celebrado en su país natal, participó con Indonesia y anotó 2 goles en tres partidos disputados, siendo una justa histórica para esta nación, al también conseguir dos puntos en una competición internacional de fútbol.

## Estadísticas

### Clubes
Actualizado al último partido disputado el 28 de agosto de 2023.
| Club                  | Div.          | Temporada     | Liga  | Liga  | Liga   | Copas nacionales | Copas nacionales | Copas nacionales | Copas internacionales | Copas internacionales | Copas internacionales | Total | Total | Total  |
| Club                  | Div.          | Temporada     | Part. | Goles | Asist. | Part.            | Goles            | Asist.           | Part.                 | Goles                 | Asist.                | Part. | Goles | Asist. |
| --------------------- | ------------- | ------------- | ----- | ----- | ------ | ---------------- | ---------------- | ---------------- | --------------------- | --------------------- | --------------------- | ----- | ----- | ------ |
| Persis Solo Indonesia | 1.ª           | 2022-23       | 3     | 0     | 0      | ―                | ―                | ―                | ―                     | ―                     | ―                     | 3     | 0     | 0      |
| Persis Solo Indonesia | 1.ª           | 2023-24       | 13    | 0     | 0      | ―                | ―                | ―                | ―                     | ―                     | ―                     | 13    | 0     | 0      |
| Persis Solo Indonesia | Total club    | Total club    | 16    | 0     | 0      | 0                | 0                | 0                | 0                     | 0                     | 0                     | 16    | 0     | 0      |
| Total carrera         | Total carrera | Total carrera | 16    | 0     | 0      | 0                | 0                | 0                | 0                     | 0                     | 0                     | 16    | 0     | 0      |